# Leiza
Leiza (em castelhano) ou Leitza (em basco) é um município da Espanha na província e comunidade foral (autónoma) de Navarra. Tem 58,49 km² de área e em 2021 tinha 3 010 habitantes (densidade: 51,5 hab./km²).

## Demografia
| Variação demográfica do município entre 1991 e 2004 | Variação demográfica do município entre 1991 e 2004 | Variação demográfica do município entre 1991 e 2004 | Variação demográfica do município entre 1991 e 2004 |
| --------------------------------------------------- | --------------------------------------------------- | --------------------------------------------------- | --------------------------------------------------- |
| 1991                                                | 1996                                                | 2001                                                | 2004                                                |
| 3161                                                | 3086                                                | 2912                                                | 2901                                                |